# Premis Gaudí de 2023
La quinzena edició dels Premis Gaudí se celebrà el 22 de gener del 2023 a la Sala Oval del Museu Nacional d'Art de Catalunya.
En aquesta edició s'estrenaren 3 noves categories: Millor direcció novella, Millor guió adaptat i Millor interpretació revelació. També es canvià la denominació del guardó al Millor guió per Millor guió original.
Després de la mort d'Agustí Villaronga, ocorreguda el dia abans, la presidenta de l'Acadèmia del Cinema Català Judith Colell va anunciar canvis a la gala per homenatjar el cineasta, que va dirigir pel·lícules catalanes emblemàtiques com Pa negre o Incerta glòria.

## Nominacions i premis
La llista de nominacions la van fer pública els actors Roger Casamajor i Maria Morera el 13 de desembre del 2022 en una lectura pública a l'auditori de La Pedrera.
| Nominacions | Pel·lícula                            | Premis |
| ----------- | ------------------------------------- | ------ |
| 14          | Un año, una noche                     | 5      |
| 14          | Alcarràs                              | 4      |
| 11          | Pacifiction                           | 3      |
| 10          | Suro                                  | 3      |
| 8           | Los renglones torcidos de Dios        | 2      |
| 5           | La maternal                           | 2      |
| 4           | Mantícora                             | 0      |
| 2           | Historias para no contar              | 1      |
| 2           | Tadeu Jones 3: La taula maragda       | 1      |
| 2           | Girasoles silvestres                  | 0      |
| 2           | Malnazidos                            | 0      |
| 2           | Nosaltres no ens matarem amb pistoles | 0      |
| 2           | Tolyatti Adrift                       | 0      |

### Gaudí d'Honor-Miquel Porter
- Jaume Figueras i Rabert

### Millor pel·lícula
| Pel·lícula                            | Direcció         |
| ------------------------------------- | ---------------- |
| Alcarràs                              | Carla Simón      |
| El fred que crema                     | Santi Trullenque |
| Nosaltres no ens matarem amb pistoles | Maria Ripoll     |
| Suro                                  | Mikel Gurrea     |

### Millor pel·lícula en llengua no catalana
| Pel·lícula        | Direcció       |
| ----------------- | -------------- |
| Pacifiction       | Albert Serra   |
| La maternal       | Pilar Palomero |
| Mantícora         | Carlos Vermut  |
| Un año, una noche | Isaki Lacuesta |

### Millor direcció
| Direcció       | Pel·lícula        |
| -------------- | ----------------- |
| Carla Simón    | Alcarràs          |
| Albert Serra   | Pacifiction       |
| Isaki Lacuesta | Un año, una noche |
| Pilar Palomero | La maternal       |

### Millor direcció novella
| Direcció               | Pel·lícula               |
| ---------------------- | ------------------------ |
| Mikel Gurrea           | Suro                     |
| Avelina Prat           | Vasil                    |
| Carlota González-Adrio | La casa entre los cactus |
| Laura Sisteró          | Tolyatti Adrift          |

### Millor guió original
| Guionista                           | Pel·lícula  |
| ----------------------------------- | ----------- |
| Carla Simón i Arnau Vilaró          | Alcarràs    |
| Albert Serra                        | Pacifiction |
| Mikel Gurrea i Francisco Kosterlitz | Suro        |
| Pilar Palomero                      | La maternal |

### Millor guió adaptat
| Guionista                                                 | Pel·lícula                            |
| --------------------------------------------------------- | ------------------------------------- |
| Isa Campo, Isaki Lacuesta i Fran Araújo                   | Un año, una noche                     |
| Oriol Paulo i Guillem Clua                                | Los renglones torcidos de Dios        |
| Raphaëlle Pérez, Carlos Marques-Marcet i Adrián Silvestre | Mi vacío y yo                         |
| Víctor Sánchez Rodríguez i Antonio Escámez Osuna          | Nosaltres no ens matarem amb pistoles |

### Millor protagonista femenina
| Actriu         | Pel·lícula                     |
| -------------- | ------------------------------ |
| Vicky Luengo   | Suro                           |
| Anna Castillo  | Girasoles silvestres           |
| Bárbara Lennie | Los renglones torcidos de Dios |
| Noémie Merlant | Un año, una noche              |

### Millor protagonista masculí
| Actor                  | Pel·lícula           |
| ---------------------- | -------------------- |
| Pol López              | Suro                 |
| Benoît Magimel         | Pacifiction          |
| Nahuel Pérez Biscayart | Un año, una noche    |
| Oriol Pla i Solina     | Girasoles silvestres |

### Millor interpretació revelació
| Actor/Actriu | Pel·lícula  |
| ------------ | ----------- |
| Carla Quilez | La maternal |
| Albert Bosch | Alcarràs    |
| Xènia Roset  | Alcarràs    |
| Zoe Stein    | Mantícora   |

### Millor actriu secundària
| Actriu           | Pel·lícula               |
| ---------------- | ------------------------ |
| Ángela Cervantes | La maternal              |
| Anna Castillo    | Historias para no contar |
| Berta Pipó       | Alcarràs                 |
| Montse Oró       | Alcarràs                 |

### Millor actor secundari
| Actor            | Pel·lícula                     |
| ---------------- | ------------------------------ |
| Alex Brendemühl  | Historias para no contar       |
| Eduard Fernández | Los renglones torcidos de Dios |
| Enric Auquer     | Un año, una noche              |
| Josep Abad       | Alcarràs                       |

### Millor pel·lícula documental
| Pel·lícula              | Direcció      |
| ----------------------- | ------------- |
| El sostre groc          | Isabel Coixet |
| Cantando en las azoteas | Enric Ribes   |
| Oswald. El falsificador | Kike Maíllo   |
| Tolyatti Adrift         | Laura Sisteró |

### Millor pel·lícula d'animació
| Pel·lícula                      | Direcció     |
| ------------------------------- | ------------ |
| Tadeu Jones 3: La taula maragda | Enrique Gato |

### Millor curtmetratge
| Curtmetratge                  | Direcció      |
| ----------------------------- | ------------- |
| Harta                         | Júlia de Paz  |
| Demà ho deixem                | David Moragas |
| El día que volaron la montaña | Alba Bresolí  |
| Solo                          | Alberto Gross |

### Millor pel·lícula per a televisió
| Pel·lícula         | Direcció           |
| ------------------ | ------------------ |
| Sis nits d'agost   | Ventura Durall     |
| Alguns dies d'ahir | Kiko Ruiz Claverol |
| El metralla        | Jordi Roigé        |

### Millor direcció de producció
| Direcció       | Pel·lícula        |
| -------------- | ----------------- |
| Elisa Sirvent  | Alcarràs          |
| Clàudia Robert | Pacifiction       |
| Laia Coll      | Un año, una noche |
| Mayca Sanz     | Suro              |

### Millor direcció artística
| Direcció           | Pel·lícula                     |
| ------------------ | ------------------------------ |
| Sebastian Vogler   | Pacifiction                    |
| Isona Rigau        | Suro                           |
| Laia Colet         | Un año, una noche              |
| Sylvia Steinbrecht | Los renglones torcidos de Dios |

### Millor muntatge
| Candidat/es                              | Pel·lícula        |
| ---------------------------------------- | ----------------- |
| Sergi Dies i Fernando Franco             | Un año, una noche |
| Albert Serra, Artur Tort i Ariadna Ribas | Pacifiction       |
| Ana Pfaff (AMMAC)                        | Alcarràs          |
| Ariadna Ribas                            | Suro              |

### Millor música original
| Compositor                    | Pel·lícula        |
| ----------------------------- | ----------------- |
| Raül Refree                   | Un año, una noche |
| Andrea Koch                   | Alcarràs          |
| Clara Aguilar                 | Suro              |
| Marc Verdaguer i Joe Robinson | Pacifiction       |

### Millor fotografia
| Director de fotografia | Pel·lícula        |
| ---------------------- | ----------------- |
| Artur Tort             | Pacifiction       |
| Alana Mejía González   | Mantícora         |
| Daniela Cajías         | Alcarràs          |
| Irina Lubtchansky      | Un año, una noche |

### Millor vestuari
| Candidat/es            | Pel·lícula                     |
| ---------------------- | ------------------------------ |
| Alberto Valcárcel      | Los renglones torcidos de Dios |
| Anna Aguilà            | Alcarràs                       |
| Práxedes de Vilallonga | Pacifiction                    |
| Vinyet Escobar         | Mantícora                      |

### Millor so
| Candidat/es                                                   | Pel·lícula                     |
| ------------------------------------------------------------- | ------------------------------ |
| Amanda Villavieja, Eva Valiño, Alejandro Castillo i Marc Orts | Un año, una noche              |
| Aitor Berenguer, Laura Díez i Marc Orts                       | Los renglones torcidos de Dios |
| Eva Valiño, Thomas Giorgi i Alejandro Castillo                | Alcarràs                       |
| Leo Dolgan i Xanti Salvador                                   | Suro                           |

### Millors efectes visuals
| Candidat/es                    | Pel·lícula                      |
| ------------------------------ | ------------------------------- |
| Laura Pedro                    | Un año, una noche               |
| David Blanco                   | Tadeu Jones 3: La taula maragda |
| Lluís Rivera i Àlex Villagrasa | Los renglones torcidos de Dios  |
| Lluís Rivera i Laura Pedro     | Malnazidos                      |

### Millor maquillatge i perruqueria
| Candidat/es                                 | Pel·lícula                     |
| ------------------------------------------- | ------------------------------ |
| Montse Sanfeliu i Carolina Atxukarro        | Los renglones torcidos de Dios |
| Alma Casal, Virginie Berland i Milou Sanner | Un año, una noche              |
| Aurélie Vigouroux i Marilyne Montibert      | Pacifiction                    |
| Montse Sanfeliu i Jesús Martos              | Malnazidos                     |

### Millor pel·lícula europea
| Pel·lícula                | Direcció            |
| ------------------------- | ------------------- |
| Cinco lobitos             | Alauda Ruiz de Azúa |
| La isla de Bergman        | Mia Hansen-Løve     |
| La peor persona del mundo | Joachim Trier       |
| Petite Maman              | Céline Sciamma      |

### Premi especial del públic
- Alcarràs